# Pseudobradya soyeri
Pseudobradya soyeri är en kräftdjursart. Pseudobradya soyeri ingår i släktet Pseudobradya och familjen Ectinosomatidae. Inga underarter finns listade i Catalogue of Life.